# Contea di Coles
La contea di Coles (in inglese Coles County) è una contea dello Stato dell'Illinois, negli Stati Uniti. La popolazione al censimento del 2000 era di 53 196 abitanti. Il capoluogo di contea è Charleston.